# Surena (aspabedes)

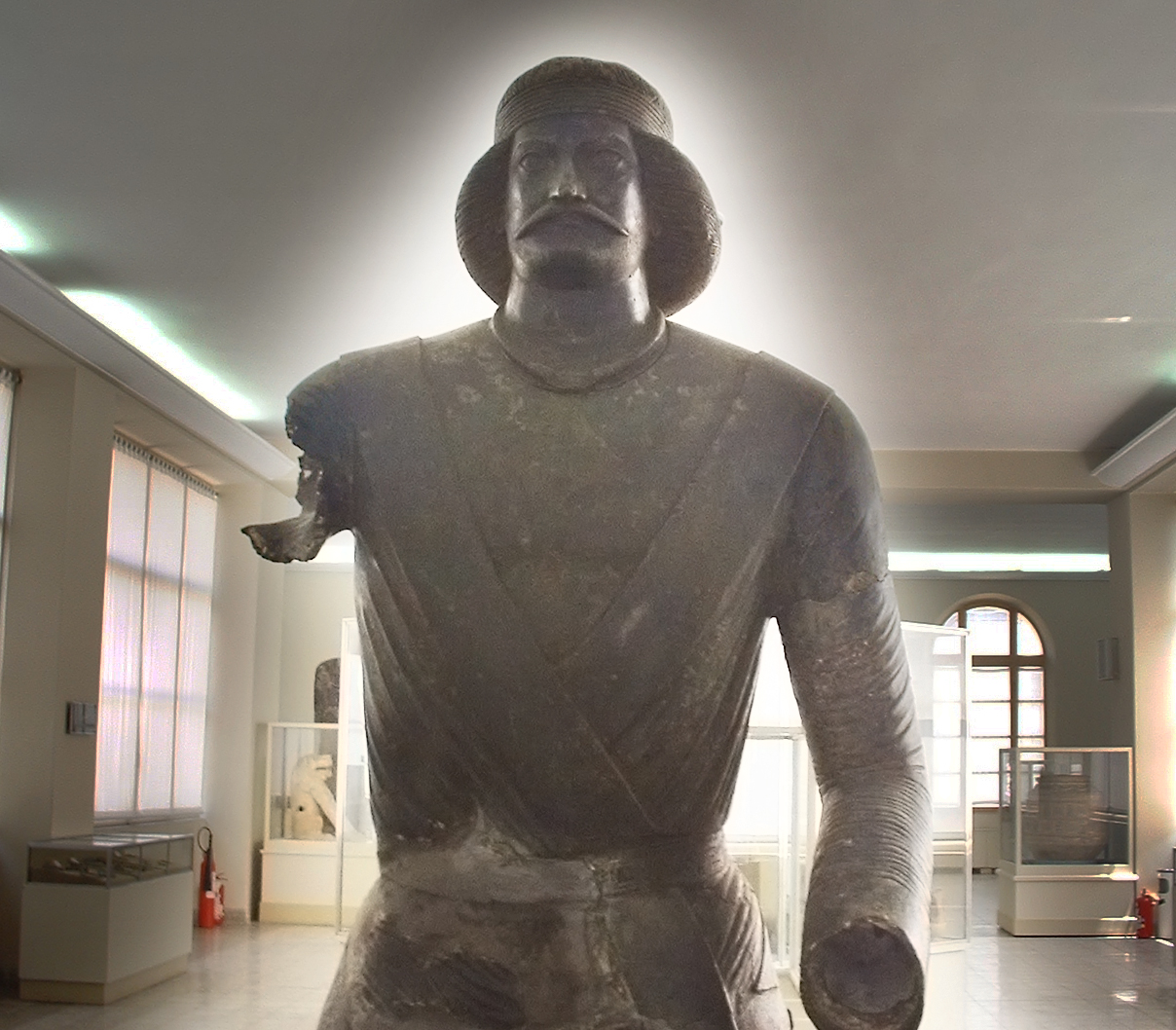
Possível estátua de Surena

Surena (também escrito Soren, ou Suren, fl. 84 a.C. - 53 a.C.), era um aspabedes parta (general ou comandante) durante o século I a.C.. Ele era um membro da Casa de Surena e ficou conhecido por derrotar os romanos na batalha de Carras em 53 a.C.. Sob seu comando os partas derrotaram decisivamente uma força de invasão romana numericamente superior sob o comando de Marco Licínio Crasso. É comumente visto como uma das primeiras e mais importantes batalhas entre os Impérios Romano e Parta e, também, uma das derrotas mais esmagadoras e humilhantes de toda a história romana.

## Nome
Surena é a forma latina do parta, persa médio e siríaco Surém (Sūrēn), que derivou do iraniano antigo Suraina (*Sūr-aina-; de *sūra-, "forte, heroico"). Essas formas podem ter se originado da junção de *sūra- com a partícula sufixal -ēn. Foi registrado em bactrio como Soreno (Σορηνο), em grego como Surenas (Σουρήνᾱς; Sourénās) e em armênio como Surém (Սուրեն, Surēn). Nos Períodos Arsácida e Sassânida, em geral tratava-se de um sobrenome de uma das grandes famílias de origem parta que governavam o planalto Iraniano.